# 19754 Paclements
19754 Paclements è un asteroide della fascia principale. Scoperto nel 2000, presenta un'orbita caratterizzata da un semiasse maggiore pari a 2,2434865 UA e da un'eccentricità di 0,1727353, inclinata di 6,42886° rispetto all'eclittica.